# Siatkówka plażowa na Igrzyskach Luzofonii 2009
Wyniki zawodów w siatkówce plażowej, które odbyły się podczas 2. Igrzysk Luzofonii w Lizbonie. Zawody odbyły się na plaży Praia de Santo Amaro de Oeiras w mieście Oeiras.

## Medaliści
| Konkurencja                                                                    |                                 |                             |                                  |
| ------------------------------------------------------------------------------ | ------------------------------- | --------------------------- | -------------------------------- |
| Mężczyźni detale. lisboa2009.org. [zarchiwizowane z tego adresu (2016-03-03)]. | José Pedrosa Hugo Gaspar        | Thiago Barbosa Jan Ferreira | Rogério Ferreira Bernardo Romano |
| Kobiety detale. lisboa2009.org. [zarchiwizowane z tego adresu (2016-03-03)].   | Liliane Maestrini Luana Madeira | Rosa Costa Ana Freches      | Fabiane Boogaredt Taiana Souza   |

## Tabela medalowa
| Poz.    | Państwo    |   |   |   | Łącznie |
| ------- | ---------- | - | - | - | ------- |
| 1       | Brazylia   | 1 | 1 | 2 | 4       |
| 2       | Portugalia | 1 | 1 | 0 | 2       |
| Łącznie | Łącznie    | 2 | 2 | 2 | 6       |